# Vet en fonky
Vet en fonky is een Nederlandstalige single van de Belgische band ABN uit 1999.
De single bevatte daarnaast nog twee alternatieve versies van het nummer: een 'liposuctie mix' en 'beat'.
Het nummer verscheen ook op het album Seriewoordenaar.

## Meewerkende artiesten
- Pita (rap)
- Filip Ryelandt (schratches)
- Quinte Ridz (rap)